# Štrlinke
Štrlinke (znanstveno ime Sebacina) so rod gliv iz družine štrlinkark (Sebacinaceae).

## Seznam štrlink Slovenije[2]
- pozemska štrlinka (Sebacina epigaea)
- siva štrlinka (Sebacina grisea)
- lojasta štrlinka (Sebacina incrustans)
- opalnovoščena štrlinka (Sebacina laciniata)